# ジュガール
ジュガール（ヒンディー語: जुगाड़ Jugāṛ、ウルドゥー語: جگاڑ Jugāṛ、ベンガル語: যোগাড়、英語: Jugaad / Juggaar）は、ヒンディー語やウルドゥー語、パンジャーブ語の口語で、状況に応じて様々な意味合いを持つ。ざっくり翻訳するならば、「ハック」（ライフハックのハック）となる。ジュガールは独創的な方法による間に合わせ、あるいは急場しのぎとしての弥縫策を指し、規則を上手い具合に曲げての解決、はたまたそのような解決に役立ち得るあらゆる手材料を指す。また、現実としてある障害を何とかしてしまう、あるいは乏しい手材料だけで打開してしまう――といった文脈における創造性を意味する言葉としても使われている。
ジュガールは、経営技術として採り入れられることが増えてきていて、無駄な工程をなくすための倹約工学の形態として導入するに足るものであると世界中で認識されており、インドではその気運が最高潮に達している。

## 南アジア以外での呼び方
ジュガールに概ね相当するのは、アメリカの do-it-yourself (DIY)、イギリスの hacking、中国の凑合、将就（簡体字中国語: 凑合、将就）、ドイツの Trick 17、ブラジルの gambiarra、フランスの système D.、あるいはケニアの jua kali であり、加えて、南アフリカにおける同じ意味を持つ語として、アフリカーンス語の ’n boer maak ’n plan、ズールー語の izenzele、ソト語の iketsetse、ツワナ語の itirele がある。